# Église Saint-Hérie de Matha
L'église Saint-Hérie est une église catholique située à Matha, en France.

## Localisation
L'église est située dans le département français de la Charente-Maritime, sur la commune de Matha.

## Historique
Par un acte de la fin du XIe siècle, l'église est donnée à l'abbaye de Saint-Jean-d'Angély, qui doit la remettre en état. En partie détruite pendant les guerres de Religion, l'église est reconstruite au XVe siècle.

## Protection
L'église Saint-Herie est classée au titre des monuments historiques en 1912.